# غابور سيلاجي
غابور سيلاجي (بالمجرية: Szilágyi Gábor)‏ (4 سبتمبر 1981 في المجر - ) هو لاعب كرة قدم مجري في مركز الهجوم. لعب مع نادي توركو ونادي هلسنكي وFC Jokerit ‏ وFC KooTeePee ‏ ونادي تاتابانيا ‏ وBudapesti VSC ‏.

## وصلات خارجية
- غابور سيلاجي على موقع قاعدة بيانات كرة القدم.إي يو (الإنجليزية)